# Chiesa di San Giorgio (Prato Leventina)
La chiesa parrocchiale di San Giorgio è il principale luogo di culto cattolico di Prato Leventina.

## Storia
La struttura viene citata per la prima volta in documenti storici risalenti al 1210. Si sa che fin dal 1353 era dotata di un suo martirologio. Nei secoli successivi venne profondamente modificata, fino ad essere completamente rifatta tra Seicento e Settecento. Dell'epoca romanica sopravvive il campanile.

## Descrizione
La chiesa ha una pianta ad unica navata, suddivisa in tre campate e ricoperta da una volta a botte lunettata. Il coro e le cappelle che affacciano sull'unica navata presentano decorazioni a stucco risalenti al XVII secolo.